# Bataille de Solonion
 (juin 2024).
La mise en forme du texte ne suit pas les recommandations de Wikipédia : il faut le « wikifier ».
Les points d'amélioration suivants sont les cas les plus fréquents. Le détail des points à revoir est peut-être précisé sur la page de discussion.
- Les titres sont pré-formatés par le logiciel. Ils ne sont ni en capitales, ni en gras.
- Le texte ne doit pas être écrit en capitales (les noms de famille non plus), ni en gras, ni en italique, ni en « petit »…
- Le gras n'est utilisé que pour surligner le titre de l'article dans l'introduction, une seule fois.
- L'italique est rarement utilisé : mots en langue étrangère, titres d'œuvres, noms de bateaux, etc.
- Les citations ne sont pas en italique mais en corps de texte normal. Elles sont entourées par des guillemets français : « et ».
- Les listes à puces sont à éviter, des paragraphes rédigés étant largement préférés. Les tableaux sont à réserver à la présentation de données structurées (résultats, etc.).
- Les appels de note de bas de page (petits chiffres en exposant, introduits par l'outil «  Source ») sont à placer entre la fin de phrase et le point final[comme ça].
- Les liens internes (vers d'autres articles de Wikipédia) sont à choisir avec parcimonie. Créez des liens vers des articles approfondissant le sujet. Les termes génériques sans rapport avec le sujet sont à éviter, ainsi que les répétitions de liens vers un même terme.
- Les liens externes sont à placer uniquement dans une section « Liens externes », à la fin de l'article. Ces liens sont à choisir avec parcimonie suivant les règles définies. Si un lien sert de source à l'article, son insertion dans le texte est à faire par les notes de bas de page.
- La présentation des références doit suivre les conventions bibliographiques. Il est recommandé d'utiliser les modèles {{Ouvrage}}, {{Chapitre}}, {{Article}}, {{Lien web}} et/ou {{Bibliographie}}. Le mode d'édition visuel peut mettre en forme automatiquement les références.
- Insérer une infobox (cadre d'informations à droite) n'est pas obligatoire pour parachever la mise en page.

Pour une aide détaillée, merci de consulter Aide:Wikification.
Si vous pensez que ces points ont été résolus, vous pouvez retirer ce bandeau et améliorer la mise en forme d'un autre article.
Lors de la révolte de Catugnatos en 62/61 av. J.-C., Solonion (ou Solo) est le lieu où se déroule l'un des derniers combats entre Gaulois Allobroges et Romains pour le contrôle de la Narbonnaise. Les toponymes évoqués, Ventia et Solonion, ne sont pas localisés avec certitude, Ventia ayant néanmoins été assimilé à Valence.
Solonion pourrait être l'oppidum du Malpas à Soyons.[réf. nécessaire]

## La révolte de Catugnatos
La dernière révolte armée en Narbonnaise (62/61 av. J.-C.), sera difficilement matée par Rome. Le propréteur Caius Pomptinus - gouverneur de la Narbonnaise - vainqueur, "n'eut les honneurs du triomphe, non sans intrigues, que huit ans plus tard, beaucoup moins pour honorer tardivement le pacificateur de l'Allobrogie, que pour amoindrir les exploits de Jules César".
Dion Cassius et Tite-Live font brièvement référence à cette guerre dite "de  Catugnatos" (le chef de guerre allobroge). Dans son "Histoire Romaine", Dion Cassius mentionne une ville du nom de *Ventia, devant laquelle Manlius Lentinus connut d'abord un échec avant de s'en emparer. Le règlement final du conflit se déroulant dans une cité du nom de Solonion. Le second auteur, Tite-Live, dans son abrégé stipule comme nom "Solo".

## Les données écrites
- Dion Cassius[4]

« Les Allobroges commettaient des dégâts dans la Gaule Narbonnaise. C. Pomptinus, gouverneur de cette province, envoya contre eux ses lieutenants ; quant à lui, il campa dans un lieu d'où il pouvait observer de ce qui se passait, afin de leur donner en toute occasion des conseils utiles et de les secourir à propos. Manlius Lentinus se mit en marche contre Ventia [Ouentia], et il effraya tellement les habitants, que la plupart prirent la fuite ; le reste lui envoya une députation pour lui demander la paix. Sur ces entrefaites les gens de la campagne coururent à la défense de la ville et tombèrent à l'improviste sur les Romains. Lentinus fut forcé de s'en éloigner, mais il put piller la campagne sans crainte, jusqu'au moment où elle fut soutenue par Catugnatos, chef de toute la nation, et par quelques Gaulois des bords de l'Isère.
Lentinus n'osa, dans ce moment, les empêcher de franchir le fleuve, parce qu'ils avaient un grand nombre de barques ; il craignit qu'ils ne se réunissent, s'ils voyaient les Romains s'avancer en ordre de bataille. Il se plaça donc en embuscade dans les bois qui s'élevaient sur les bords du fleuve, attaqua et tailla en pièces les barbares à mesure qu'ils le traversaient ; mais s'étant mis à la poursuite de quelques fuyards, il tomba entre les mains de Catugnatos lui-même, et aurait péri avec son armée, si un violent orage qui éclata tout à coup n'eut arrêté les barbares.
Catugnatus s'étant ensuite retiré au loin en toute hâte, Lentinus fit une nouvelle incursion dans cette contrée et prit de force la ville auprès de laquelle il avait reçu un échec. L. Marius et Servius Galba passèrent le Rhône, dévastèrent les terres des Allobroges et arrivèrent enfin près de Solonium. Ils s'emparèrent d'un fort situé au-dessus de cette place, battirent dans un combat les barbares qui résistaient encore et brûlèrent quelques quartiers de la ville, dont une partie était construite en bois : l'arrivée de Catugnatus les empêcha de s'en rendre maître. À cette nouvelle, Pomptinus marcha avec toute son armée contre Catugnatus, cerna les barbares et les fit prisonniers, à l'exception de Catugnatus. Dès lors il fut facile à Pomptinus d'achever la conquête du pays. »
- Tite-Live[5] :

« C. Pomptinus, praetor, Allobrogos, qui rebellaverant, ad Solonem domuit. »
(Caius Pomptinus, prêteur, écrase à Solo les Allobroges révoltés.)

## Historiographie
- Si vous ne connaissez pas le sujet, laissez ce bandeau (vous pouvez alors contacter les auteurs).
- Si vous supprimez le contenu mis en cause (vous pouvez préalablement contacter les auteurs),

argumentez précisément cette suppression dans la page de discussion
(un manque de référence n'est pas un argument ; une recherche réelle de référence doit avoir été effectuée, être formellement documentée).
La localisation du lieu du dernier combat livré par les Gaulois de Narbonnaise est très disputée, plusieurs auteurs ont confronté des points de vue très divergents, donnant lieu à de multiples propositions (Vienne et Salagnon en Isère notamment). Cependant, plusieurs indices poussent à considérer l'oppidum du Malpas à Soyons comme étant l'antique Solonion.
- E. Blanc[6] estimait qu'une erreur de retranscription concernant le nom de la cité de Ventia avait été faite. En effet, il pensait qu'une syllabe avait été omise et que *Ouentia tel qu'il est écrit dans le texte de Dion Cassius, correspond au nom de Valence : *Oualentia. La même conclusion est adoptée par Hirschfeld[7], et par C. Jullian[8].

- Il est tout aussi aisé de lier le toponyme Soio aux données des auteurs (Solo ou Solonion). Il semblerait donc que tout concorde pour situer Ventia à Valentia-Valence et Solo à Soio-Soyons. En outre les textes signalent que le Rhône sépare ces deux localités : "L. Marius et Servius Galba passèrent le Rhône, dévastèrent les terres des Allobroges et arrivèrent enfin près de Solonion" : le terme traduit - trop fortement - par "enfin" évoque probablement une action réclamant du temps (trouver un gué ?).

- Cependant, on pourra objecter que ni Soyons, ni Valence ne se trouvent chez les Allobroges. Sur ce sujet, Dion Cassius donne une explication : "jusqu'au moment où elle [la ville de Valentia] fut soutenue par Catugnatos, chef de toute la nation, et par quelques Gaulois des bords de l'Isère". Il est à première vue très vraisemblable qu'il y eut coalition entre plusieurs peuples des bords de l'Isère (les habitants du Royans ?). Catugnatos est par ailleurs désigné comme étant le "chef de toute la nation". Il semble judicieux d'impliquer les "Segovellaunes" ou l'une de leurs tribus dans les contingents alliés, et ceci n'a pas échappé à Dion Cassius.

## De l'archéologie
- Si vous ne connaissez pas le sujet, laissez ce bandeau (vous pouvez alors contacter les auteurs).
- Si vous supprimez le contenu mis en cause (vous pouvez préalablement contacter les auteurs),

argumentez précisément cette suppression dans la page de discussion
(un manque de référence n'est pas un argument ; une recherche réelle de référence doit avoir été effectuée, être formellement documentée).
Il est évident que, confronté à de tels problèmes de localisation, chaque auteur aurait tendance à s'attribuer l'invention de cette localisation, sujette à tant de controverses.
Pourtant, les fouilles réalisées sur le Malpas à Soyons ont permis de situer un incendie daté du milieu du Ier siècle av. J.-C. (Sondage 1, couche 2). Cette couche se compose de 10 cm de "cailloutis en décalcification" très dense (les fouilleurs l'ont d'abord pris pour du "béton romain"), sous laquelle se trouve une couche cendreuse épaisse de 5 cm. Le rapport de fouille décrit laconiquement "De -0,40 m à -0,65 m... En certains endroits nous avons noté la présence d'une couche continue de charbons de bois, paraissant provenir d'un incendie". J.J. Hatt y observait par ailleurs "des traces de destruction par le feu".
Les premiers fouilleurs du plateau relatent une étrange légende qui reste ambiguë : "Les habitants de la localité nous ont montré les endroits où, à un mètre sous terre, s'étaient trouvées de grandes dalles juxtaposées, calcinées, disaient-ils, par un feu qui avait duré des années, si on peut préjuger par les monceaux de cendres et de charbons qui les environnaient".
Une couche de décalcification peut logiquement être mise en corrélation avec un incendie, et la présence d'une couche continue signifierait la présence d'éléments combustibles en quantité. Il semblerait alors qu'un incendie ait produit de grosses quantités de charbon de bois et produit assez de chaleur pour consolider le cailloutis calcaire et le transformer en chaux (incendie de palissade de bois ou d'habitat ?).
Le site n'a pourtant pas pourtant fourni d'importantes quantités de vestiges typiques de la période de la Tène finale.
Quant à un probable incendie, la question reste ouverte.
Ainsi, la ressemblance des toponymes, la présence d'un oppidum, et les sites archéologiques au bas du plateau pourraient inciter à localiser à Soyons l'antique Solonion. En effet les quartiers bas (la Brégoule et la Mairie), pourraient convenir au texte : "Ils [L. Marius et Servius Galba] s'emparèrent d'un fort situé au-dessus de cette place... et brûlèrent quelques quartiers de la ville, dont une partie était construite en bois…".

## Les conséquences d'une défaite
La politique de Rome envers les Gaulois vaincus consiste en l'abandon des sites de hauteur et le déplacement de la population vers une cité nouvelle.
Ici, Rome a pu effacer Soio en centralisant le pouvoir autour d'une "ville nouvelle" : Valentia. Il a été découvert à Valence une dédicace au patron de la colonia Valentia, remontant à la fondation à l'époque triumviro-césarienne : [L(ucio) Non]IO. L(ucii). FIL(io). / [Asp]RENATI. PROP[r(aetori) / c]oloni et incolae / patrono. "A Lucius Nonius Asprenas, fils de Lucius (Nonius), propréteur, les colons et habitants (de Valence) à leur patron".
De plus, la cité de Valentia "La Vaillante", fut cadastrée (réseau Valence A) "entre 61 et 50 au plus tard" selon M. Clavel-Lévèque.
Hormis la guerre (et la possible destruction du site), la fondation de Valence et le déplacement massif de la population peut être la principale cause d'abandon de l'oppidum du Malpas à Soyons.
C'est alors à la fin de cette guerre que se placerait la fondation de la cité coloniale de Valentia et l'emprise cavare, peuple allié à Rome, sur la moyenne vallée du Rhône, aux dépens des Allobroges. Cela pose en même temps le problème de la fondation de Valence, Rome n'ayant pas laissé subsister là une agglomération indigène fortifiée.
Ainsi, en descendant de l'oppidum et en s'installant à Valentia, le peuple Segovellaune aurait opéré son glissement dans l'orbite romaine. Soyons serait alors la dernière citadelle soumise par Rome en Narbonnaise, et le Malpas donc l'un des derniers lieux d'affrontements entre l'indépendance gauloise et la domination centralisatrice romaine.